# 岭东佛学院
岭东佛学院是一所位于中国广东省潮州市湘桥区开元路50号开元寺内的佛教院校。

## 沿革
岭东佛学院自1932年由太虚大师筹建，初由其弟子大醒法师负责筹建事宜，不久由寄尘法师接替。1933年10月9日，该院举行了开学典礼。院刊为《人海灯》。1935年6月18名学僧毕业。后该院停办。1947年9月该院复办，1948年5月停办。1991年10月，该院由广东省佛教协会复办。该院院刊仍为《人海灯》。

## 历任院长
- 释太虚（1933年-1935年）
- 释智诚（1947年-1948年）
- 释定然（1991年10月-1997年3月）
- 释弘澈（1997年3月-2007年3月）
- 释达诠（2007年3月-）[2]